# 周参見駅
周参見駅（すさみえき）は、和歌山県西牟婁郡すさみ町周参見にある、西日本旅客鉄道（JR西日本）紀勢本線（きのくに線）の駅である。事務管コードは▲622060。
すさみ町の中心駅で、2004年（平成16年）10月16日のダイヤ改正から全ての特急列車が停車している。

## 歴史
- 1936年（昭和11年）10月30日：国有鉄道紀勢西線紀伊椿駅（現・椿駅） - 当駅間延伸に伴い開業[1][3]。当初は終着駅であった。
- 1938年（昭和13年）9月7日：紀勢西線が当駅から江住駅まで延長され、途中駅になる[1]。
- 1959年（昭和34年）7月15日：現在の紀勢本線が全通、紀勢本線所属となる[1]。
- 1974年（昭和49年）3月16日：貨物取扱を廃止[3]。
- 1984年（昭和59年）2月1日：荷物扱い廃止[3]。
- 1985年（昭和60年）3月14日：ダイヤ改正により、特急「くろしお」の一部の列車の停車駅となる。
- 1987年（昭和62年）4月1日：国鉄分割民営化により、西日本旅客鉄道に継承[1][3]。
- 1992年（平成4年）11月：みどりの窓口営業開始[4]。
- 2001年（平成13年）3月3日：現在の駅舎となる。
- 2004年（平成16年）10月16日：ダイヤ改正により、全ての特急列車が停車するようになる。
- 2016年（平成28年）12月17日：ICカード「ICOCA」の利用が可能となる[5]。
- 2021年（令和3年）
  - 5月31日：この日をもってみどりの窓口が営業を終了[6][7]。
  - 6月1日：この日より終日無人駅となる[6][7]。

## 駅構造
単式ホーム1面1線、島式ホーム1面2線、計2面3線のホームを持ち、単式ホーム（1番のりば）に接して駅舎のある地上駅であったが、2番のりばが廃止されたため、現在は2面2線である。ホーム間の連絡は跨線橋を使う。
駅舎は2001年（平成13年）3月に竣工され「すさみ町民コミュニティープラザ」との合築である。駅舎の中には出札窓口や待合所のほかにすさみ町を紹介する展示などもある。駅舎のホーム側の壁にはすさみ町の名産・名所を楽しいイラストで紹介する壁画がある。構内面積は1万3964m2である。
紀伊田辺駅管理の無人駅。以前は簡易委託駅であり、みどりの窓口が設置されていた（簡易委託扱いのためe5489・エクスプレス予約の取扱及び払戻は不可。ただしクレジットカードによる購入は可能）。また以前は特急列車に限りこの委託係員が集札等の業務も行っていた（普通列車は2021年3月12日までは、朝7時台の当駅始発和歌山行きがあったが、現在は、御坊行きに短縮された。その紀伊田辺・御坊行きを除き全列車ワンマン運転で、降車の際に車内で集札などが行われる）。テクシア製UT70型簡易自動券売機が設置されている。

### のりば
| のりば | 路線       | 行先                 |
| ------ | ---------- | -------------------- |
| 1・3   | きのくに線 | 紀伊田辺・和歌山方面 |
| 1・3   | きのくに線 | 串本・新宮方面       |

上表の路線名は旅客案内上の名称（愛称）で表記している。

かつては、下り本線は1番のりば、上り本線は2番のりばであり、3番のりばは上下副本線であったが、2012年（平成24年）9月1日より2番のりばの使用を停止し、列車交換などがない場合は上下列車共に跨線橋を渡る必要のない1番のりばに停車するよう運用を変更した。これにより、特急列車は全て1番のりばから発着し、3番のりばは一部の普通列車が発着するのみとなり、利便性が向上した。なお、2023年1月時点で旧2番のりばへの柵などの設置はされていないが、線路はポイントから切り離された状態となっている。

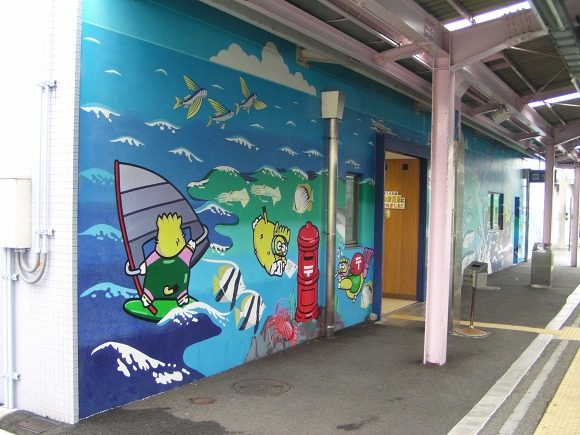
駅舎のホーム側に描かれている壁画（2005年8月）

## 利用状況
近年の1日平均乗車人員は以下の通り。
| 年度   | 1日平均 乗車人員 |
| ------ | ---------------- |
| 1998年 | 338              |
| 1999年 | 318              |
| 2000年 | 292              |
| 2001年 | 285              |
| 2002年 | 262              |
| 2003年 | 251              |
| 2004年 | 231              |
| 2005年 | 229              |
| 2006年 | 213              |
| 2007年 | 195              |
| 2008年 | 177              |
| 2009年 | 168              |
| 2010年 | 164              |
| 2011年 | 154              |
| 2012年 | 156              |
| 2013年 | 164              |
| 2014年 | 150              |
| 2015年 | 139              |
| 2016年 | 139              |
| 2017年 | 127              |
| 2018年 | 121              |
| 2019年 | 115              |
| 2020年 | 86               |
| 2021年 | 74               |
| 2022年 | 87               |

## 駅周辺

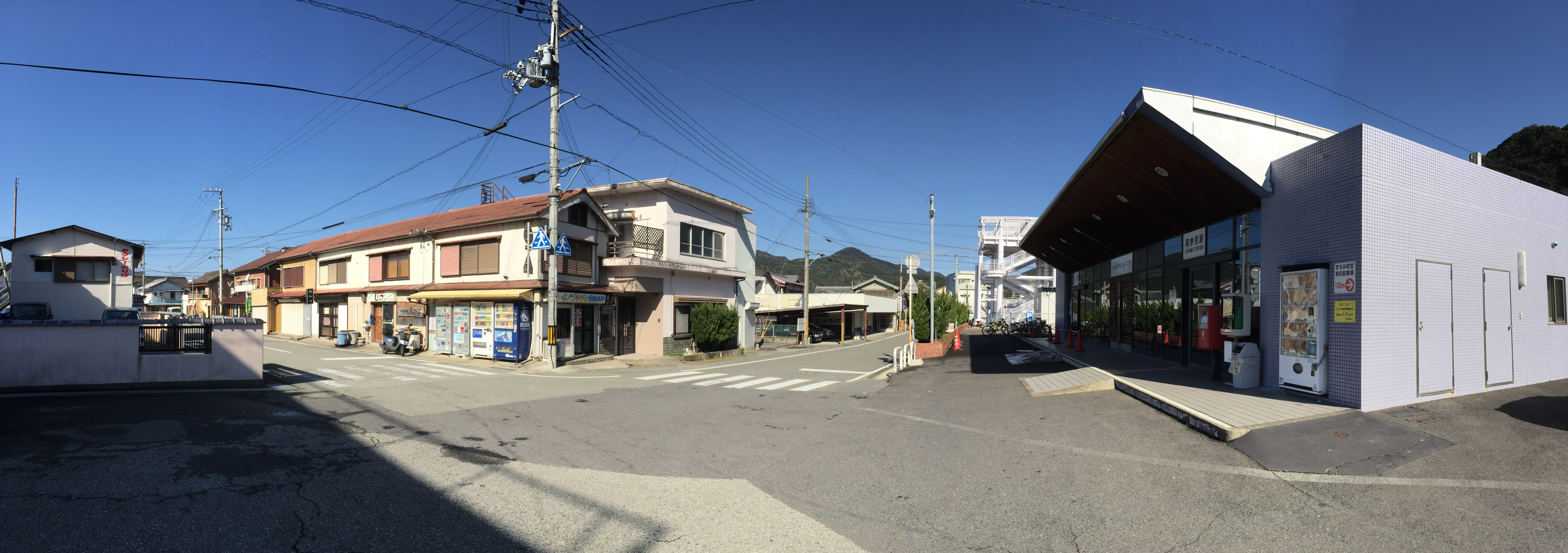
駅前風景（2016年1月）

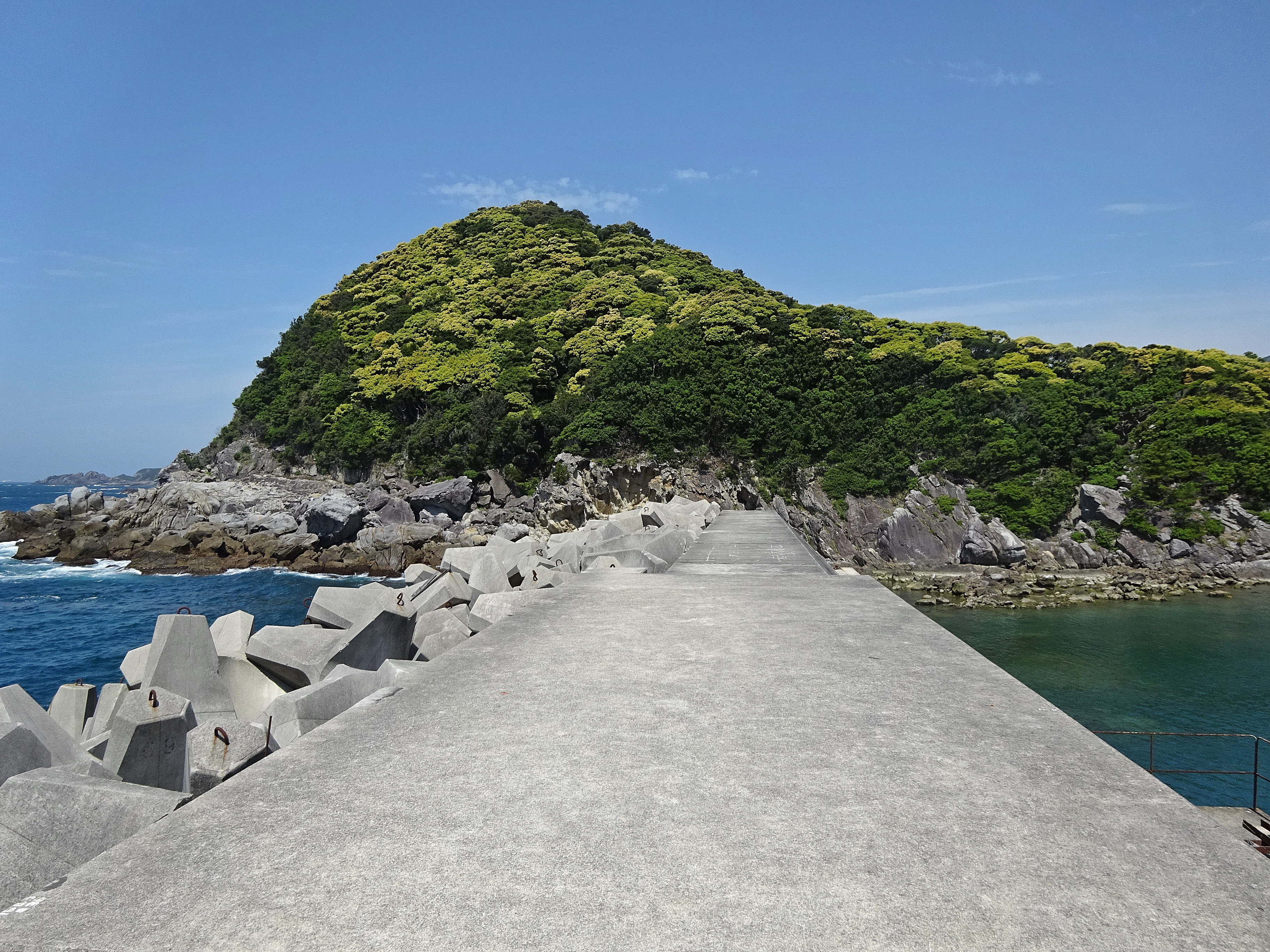
稲積島

周囲はリアス式海岸が顕著に見られる地域で、海ギリギリまで山が迫っているが、その中で当駅は太間川と周参見川の河口付近に位置し、両川によって作られた比較的狭めの平地に位置するすさみ町の中心集落、周参見の市街地にある。この平地は比較的狭いとはいえども、二つの川がすぐ近くで海に流れ込むことから附近の同じような平地よりは広くそのため周参見の集落も附近の集落より一回り大きい。周参見の町並みは当駅を中心として北側に広がっており、すさみ町の役場も北側数百メートルのところにある。駅の南西には詩人野口雨情も滞在したすさみ温泉があり、その周囲には国民宿舎などがある。
- すさみ町役場
- 和歌山地方法務局周参見出張所
- すさみ町立周参見小学校
- すさみ町立周参見中学校
- JA紀南すさみ支所
- すさみ郵便局
- オークワすさみ店
- 周参見川
- 周参見王子神社
- 紀伊周参見城跡
- すさみ町立歴史民俗資料館
- 稲積島
- すさみ温泉
- 周参見海水浴場
- 国道42号線
- 道の駅イノブータンランドすさみ
- すさみ町コミュニティバス 周参見駅バス停
- 和歌山県立南紀高等学校周参見分校（閉校）

なお、すさみ町公共施設高台移転のため、駅周辺にあった串本警察署すさみ幹部交番や白浜町消防本部すさみ消防署、すさみ町立国保すさみ病院が高台に移転することになった。このうち旧すさみ幹部交番は観光案内所「フロント110（いちいちまる）」となっている。

## その他
- 第3回近畿の駅百選選定駅である。
- 当駅には温度計が設置されており、冬期（2月1日 - 2月28日）に午前7時の気温が摂氏1度以下だった場合は「寒さ料」として、すさみ町内の宿泊施設（ホテルベルヴェデーレなど）で利用出来る半額割引利用券が進呈される[11]。

## 隣の駅
※特急「くろしお」の隣の停車駅は列車記事を参照のこと。
西日本旅客鉄道
 きのくに線（紀勢本線）
見老津駅 - （双子山信号場） - 周参見駅 - 紀伊日置駅